# 山口市立小郡小学校
1. 転送 小郡小学校